# Àlaba

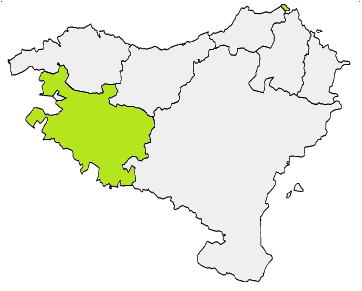
Situació d'Àlaba al conjunt d'Euskal Herria.

Àlaba (en basc, Araba; en castellà, Álava; oficials tots dos topònims) és una província del País Basc i un lurralde (territori històric) del País Basc.

## Orografia
En conjunt, una tercera part de la regió és muntanyosa; les parts central i oriental presenten l'aspecte d'una gran superfície plana. Al nord, la partió d'aigües entre el vessant cantàbric i l'ibèric —serres Salvada, Peña de Gorbea, Elguea i la d'Aizgorri— és aprofitada per a la construcció de pantans (Ordunte, Urúnaga, Ullivarri). Al nord-oest, la comarca de Llodio i d'Amurrio, travessada pel Nerbion, entra cap a la zona atlàntica de Biscaia. La conca de Vitòria, depressió de fons pla, de 500 metres d'altitud mitjana, regada pel riu Zadorra i els seus afluents —amb conreus de blat, moresc, ordi, bleda-rave, civada i hortalisses—, ocupa el centre de la regió.
Més al sud, entre les muntanyes de Vitòria i la serra de Cantàbria, la conca del riu Ayuda forma en la seva major part l'enclavament de Treviño (administrativament de Burgos). Les serres del sud (Cantàbria, Toloño i Codes) són d'estil juràssic d'orientació est-oest. Característica del clima (800 mm de pluja, 12 °C de temperatura mitjana) és la influència oceànica que fa penetrar el faig pel S i permet la utilització intensiva del sòl (policultura, praticultura) en lluita amb la influència mediterrània, a la vall de l'Ebre (el curs del qual durant 100 km fa de límit provincial amb Burgos i La Rioja).

## Economia
En la vall de l'Ebre hi ha conreus de cereals amb guaret, vinya i aprofitaments comunals. La patata és important a la vall d'Ayuda, on comencen la vinya i els fruiters, que s'estenen cap a la Rioja alabesa. La ramaderia porcina és la predominant. Hi ha indústria de l'automòbil, metal·lúrgica, química, del vidre i alimentària. Vitòria, que des de la dècada dels setanta ha tingut un gran creixement, és l'únic centre industrial important i, en consonància amb aquest fet, concentra més del 75% de la població provincial (206 116 h 1991). Aquesta ciutat és, a més, capital de la comunitat autònoma del País Basc. D'altres poblacions són Laudio-Llodio, Amurrio, Oyón-Oion, Agurain, Iruña Oka, Laguardia i Legutio (Villarreal de Álava).

## Divisió administrativa
El territori està dividit en set quadrilles:
1. Quadrilla d'Añana
2. Quadrilla d'Aiara
3. Quadrilla de Mendialdea
4. Quadrilla de Laguardia-Rioja Alabesa
5. Quadrilla de Salvatierra
6. Quadrilla de Vitòria
7. Quadrilla de Zuia

## Comtat d'Àlaba
Llista de senyors:
- Eylon, c. 850-875.
- Vela Jiménez, c. 875-883.
- Munio Velaz, c. 883-921.
- Àlvar Herrameliz, c. 921-923.
- Fernán González, 923-970, Àlaba passa a ser feudatària de Castella fins al 1046.
- Nuño González, 970-1033.
- Fortunio Iñíguez, 1033-1046.
- Munio Múñoz (co-senyor) 1046-1060, Àlaba passa a ser feudatària de Navarra (1046-1085).
- Sancho Maceratio (co-senyor), 1046-1060.
- Ramiro, 1060-1075.
- Marcelo, 1075-1085.
- Lope Iñíguez 1085-?, Àlaba passa a ser feudatària de Castella fins al 1123.
- Lope Díaz el Blanc, ?-1093.
- Lope González, 1093-1099.
- Lope Sánchez, 1099-1114.
- Diego López I, 1114-1123.
- Don Ladrón 1123-1158, Àlaba passa a ser feudatària de Navarra fins al 1199.
- Don Vela, 1158-1175.
- Juan Velaz, 1175-1181.
- Diego López II, 1181-1187.
- Iñigo de Oriz, 1187-1199.
- Diego López I d'Haro, 1199-1214, Després Àlaba passa a ser feudatària de Castella fins a la unió personal del 1322.
- Lope Díaz I d'Haro, 1214-1240.
- Nuño González de Lara, 1240-1252.
- Diego López II d'Haro, 1252-1274.
- Ferran de la Cerda, 1274-1280.
- Lope Díaz III d'Haro, 1280-1288.
- Juan Alonso de Haro, 1288-1310.
- Diego López de Salcedo, 1310-1332.

El títol és atribuït als reis de Castella el 1332.